# Ронвен Вільямс
Ронвен Гайден Вільямс (англ. Ronwen Hayden Williams; нар. 21 січня 1992, Гебеха, Південно-Африканська Республіка) — південно-африканський футболіст, воротар клубу «Мамелоді Сандаунз» та національної збірної ПАР.

## Ігрова кар'єра

### Клубна
Частину молодіжної кар'єри Вільямс провів у молодіжній команді англійського клубу «Тоттенгем Готспур». У 2004 році футболіст повернувся до ПАР, де приєднався до молодіжної команди місцевого клубу «Суперспорт Юнайтед». На професійному рівні воротар дебютував у сезоні 2011/12. Разом з командою Вільямс вигравав Кубок ПАР та Кубок Ліги Пар.
Після 12 - ти років виступів у клубі, влітку 2022 року Вільямс перейшов до складу «Мамелоді Сандаунз», з яким у першому ж сезоні став чемпіоном країни.

### Збірна
5 березня 2014 року у товариському матчі проти команди Бразилії Ронвен Вільямс дебютував у складі національної збірної ПАР. У складі збірної воротар брав участь у Кубку африканських націй 2019 та 2023 років.
У 2020 році брав участь у літніх Олімпійських іграх у Токіо.
3 лютого 2024 року у матчі 1/4 фіналу Кубку африканських націй проти Кабо-Верде Вільямс відбив чотири пенальті в післяматчевій серії, встановив рекорд КАН і вивів збірну ПАР у півфінал КАН вперше з 2000 року.
Ронвен Вільямс – перший африканець, який грає на своєму континенті та отримав номінацію на "Золотий м’яч",

## Титули
Суперспорт Юнайтед
 Переможець Кубка ПАР (3): 2011/12, 2015/16, 2016/17
 Переможець Кубка Ліги ПАР: 2014
Мамелоді Сандаунз
 Чемпіон ПАР: 2022/23